# Empria candidata
Empria candidata är en stekelart som först beskrevs av Carl Fredrik Fallén 1808.  Empria candidata ingår i släktet Empria, och familjen bladsteklar. Arten är reproducerande i Sverige.